# Aegiphila fasciculata
Aegiphila fasciculata es una especie de plantas con flores perteneciente a la familia Lamiaceae. Se encuentra en Guatemala, Honduras, y Nicaragua. 

## Descripción
Es un árbol que alcanza un tamaño de 5–6 m de alto; con ramitas teretes, aplanadas en el ápice, de 4–5 mm de ancho, con pubescencia dorado-velutina. Las hojas son elípticas, de 13.5–21 cm de largo y 5–9.5 cm de ancho, el ápice agudo (acuminado), base cuneada (aguda), haz con tricomas dispersos, envés velutino, membranáceas; pecíolo con pubescencia dorado-velutina. La inflorescencia en fascículos sésiles, en las axilas de las hojas caídas, de 1–2.5 cm de diámetro con numerosas flores (unas 15) agregadas, el pedicelo fuerte de 3 mm de largo, pedicelo y cáliz con pubescencia dorado-velutina; cáliz 5 mm de largo y de ancho, con 4 lobos conspicuos y apiculados; corola con tubo 5 mm de largo, lobos 6 mm de largo. El fruto es globoso, de  5 mm de largo y 8–10 mm de ancho, ápice deprimido, glabro; cáliz fructífero cupuliforme, igual al fruto, ápice rasgándose irregularmente, pubescencia dorado-velutina.

## Hábitat
Es una especie poco común, se encuentra en nebliselvas, desde Guatemala a Nicaragua.

## Taxonomía
Aegiphila fasciculata fue descrita por John Donnell Smith y publicado en Botanical Gazette 57(5): 425–426. 1914.